# Gradac
Gradac je općina u Hrvatskoj. Nalazi se u Splitsko-dalmatinskoj županiji.

## Općinska naselja
U sastavu općine je 5 naselja (stanje 2006.), to su: Brist, Drvenik, Gradac, Podaca i Zaostrog.

## Zemljopis
Općina Gradac je smještena 42 km od Makarske i 13 km od Ploča.
Najjužnija je to općina i naselje u Splitsko-dalmatinskoj županiji.

## Ime i imenjaci
Gradac je čest toponim u hrvatskom i slavenskom svijetu: Kraljičin Gradac, Štajerski Gradac i dr.

## Stanovništvo
Po popisu stanovništva iz 2011. godine, općina Gradac imala je 3261 stanovnika, raspoređenih u 5 naselja:
- Brist – 400
- Drvenik – 494
- Gradac – 1308
- Podaca – 729
- Zaostrog – 330

| broj stanovnika | 2432  | 2689  | 2772  | 3162  | 3339  | 3453  | 3366  | 3002  | 2202  | 2079  | 2015  | 2271  | 2317  | 2567  | 3615  | 3261  | 2401  |
|                 | 1857. | 1869. | 1880. | 1890. | 1900. | 1910. | 1921. | 1931. | 1948. | 1953. | 1961. | 1971. | 1981. | 1991. | 2001. | 2011. | 2021. |

| broj stanovnika | 537   | 640   | 705   | 867   | 926   | 1037  | 1010  | 886   | 696   | 629   | 681   | 920   | 1069  | 1196  | 1574  | 1308  | 989   |
|                 | 1857. | 1869. | 1880. | 1890. | 1900. | 1910. | 1921. | 1931. | 1948. | 1953. | 1961. | 1971. | 1981. | 1991. | 2001. | 2011. | 2021. |

## Uprava
Općini Gradac administrativno pripadaju sljedeća naselja Gradac, Brist, Podaca, Zaostrog, Drvenik.

Nakon lokalnih izbora 2017. godine, načelnik postaje Matko Burić (SDP), preuzevši poziciju koju je posljednjih 16 godina držao Ivo Kosović (HDZ).

## Povijest
Nalazi iz prapovijesti govore da je u to vrijeme područje današnje općine Gradac bilo naseljeno, čega su svjedok kamene gromade iz brončanog i starijeg željeznog doba. U starom vijeku ovdje je bio rimski Civitas Biston. Prema Konstantinu Porfirogenetu grad Lapčan (Labinac), Slavineca (Labineca) se nalazio na području Gradca. Prvo spominjanje imena Gradac vezano je uz 1649. godinu. Ime Gradca u svezi je s utvrdi na uzvisini iznad današnje crkve sv. Mihovila. Vjerojatno datira iz vremena Kandijskog rata. Prvi poznati povijesni prikaz gradačke utvrde je crtež mletačkoga vojnog inženjera i kartografa Giuseppea Santinia, na kojem je prikazana bitka kod Gradca između mletačkih i osmanskih snaga 1666. godine, na kojoj kulu proždire oganj. Sjedište Fragostinove nahije bilo je u danas napuštenom zaselku Čistoj iznad Gradca. U Čistoj su ostatci stare kule iz 16. stoljeća, a oko nje ostatci niza napuštenih kuća, građene svojstvenim graditeljstvom ovoga kraja. Na brdu Plani je kapela sv. Paškvala koja je jedna od najstarijih postojećih građevina na području Gradca. Stara gradačka župna crkva je crkva sv. Ante uz koju je mjesno groblje. Nova župna crkva je iz 1852. i u samom je gradcu, a podignuta je na predjelu Gradina, kasnoantičkom lokalitetu.
Stara hrvatska obitelj Kačić stoljećima je vladala u Gradcu i u dijelu Makarskog primorja. Potomci te obitelji u Gradcu danas nose prezimena Viskić, Peko, Stipić i Mirko.

## Gospodarstvo
Razvijeni su tradicionalne grane: poljodjelstvo, ribarstvo i maslinarstvo. Turizam i ugostiteljstvo je vrlo razvijeno i turistička zajednica Gradca okuplja na stotine malih iznajmljivača, pretežno orijentiranih tržištu susjedne BiH, koji tradicionalno posjećuju ovaj dio jadranske obale.

## Poznate osobe
- dr Niko Andrijašević (1882. – 1951.), hrv. književnik
- Branimir Radelić, hrv. kontraadmiral
- Fedor Rocco, hrv. znanstvenik ekonomist
- Nedjeljka Luetić-Tijan, hrv. nagrađivana radijska voditeljica hrvatske emisije Španjolskog radija

- Milko Peko, hrv. stripovski scenarist

## Spomenici i znamenitosti
- kasnobarokna crkva sv. Mihovila
- kamena kula iz 17. stoljeća

## Obrazovanje
- OŠ Gradac

## Kultura
- Općinska knjižnica Hrvatska sloga Gradac

Prvi put osnovana 1899.g.Ponovno otvaranje bilo je uoči stogodišnjice od prvog osnutka,1999.g., na inicijativu članova društva “Gornjoprimorska općine Gradac i prijatelji” iz Zagreba, a uz potporu Općine Gradac i Ministarstva kulture RH. Danas (2020.g.) zbirka građe obuhvaća više od 20.000 jedinica što je, prema Standardima za narodne knjižnice u RH svrstava među bogatije knjižnice. Osim knjiga u slobodnom fondu knjižnica posjeduje i dvije posebne zbirke: zavičajnu i zbirku rara. Uz redovnudjelatnosti, knjižnica je i živo kulturno, informacijsko središte koja sadržajima kontinuirano potiče čitalačke aktivnosti. 
- Muzej Gradca – zavičajna zbirka

Bogati etnografski materijal možete vidjeti u muzeju Gradac predstavlja plod dugogodišnjeg sakupljanja. Predmeti potječu iz 19. i 20. stoljeća.
Etnografska zbirka podijeljena je na pet cjelina: ribarski pribor, dalmatinska kuhinja, radna soba staroga kapetana, zbirka dalmatinskih i svjetskih tradicionalnih instrumenata i stolarska radionica.

## Šport
- vaterpolski klub "Gradac"
- pikado klub "Drvenik"

Od 2011. održava se Streetball Gradac.

## Vanjske poveznice
- Turistička zajednica općine Gradac

|  | Zajednički poslužitelj ima još gradiva o temi Gradac |